# Chintila

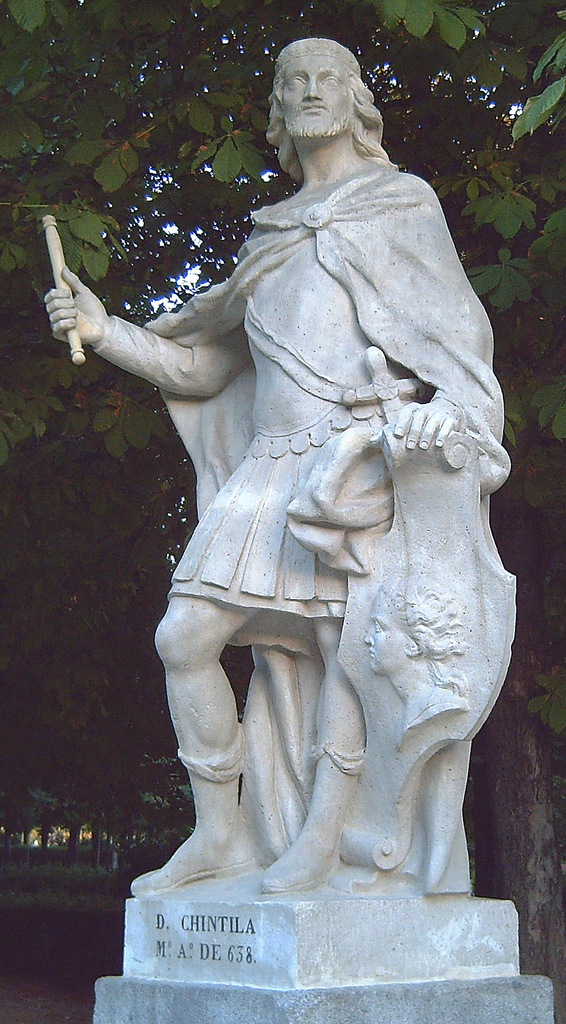
Statue von Chintila in Madrid (Francisco de Vôge, 1753)

Chintila († 20. Dezember 639) war vom 12. März 636 bis zum 20. Dezember 639 König der Westgoten.
Chintila wurde nach dem Tod des Königs Sisenand erhoben. Wie er an die Macht kam und ob eine Wahl stattfand, ist unbekannt. Er berief das 5. und das 6. Konzil von Toledo ein. Diese Konzilien fassten besondere Beschlüsse zum Schutz des von Rebellionen bedrohten Königs sowie zum Schutz seiner Familie nach seinem Tod. Insbesondere wurde untersagt, nach dem Tod des Königs seine Schenkungen an seine Getreuen rückgängig zu machen und den Besitz seiner Familie anzutasten. Absprachen über künftige Königswahlen zu Lebzeiten eines Herrschers wurden bei Strafe der Exkommunikation verboten. Ferner wurde festgelegt, dass niemand ohne „allgemeine“ Wahl (electio omnium) das Königtum erlangen durfte. Eine Bestimmung des 5. Konzils von Toledo, wonach nur ein adliger Gote zum König gewählt werden durfte und die Ambitionen herkunftsmäßig nicht Qualifizierter zurückzuweisen waren, lässt erkennen, dass zu Chintilas Zeit die Erhebung eines Nichtgoten zur Königswürde eine denkbare Möglichkeit war.
Das 638 abgehaltene 6. Konzil von Toledo fasste Beschlüsse gegen die Juden, wobei den Konzilsakten zufolge König Chintila die treibende Kraft war. Dabei wurde an frühere judenfeindliche Maßnahmen der Könige Rekkared I. und Sisebut angeknüpft. Deren Kurs verschärfte Chintila noch, indem er offen seine Absicht verkündete, das Judentum in seinem Reich gänzlich auszurotten und keine Nichtkatholiken zu dulden. Die früher zwangsweise bekehrten und dann zu ihrem alten Glauben zurückgekehrten Juden mussten ihre religiösen Schriften ausliefern und sich verpflichten, auf die jüdischen Riten und Feste zu verzichten.
Einige Andeutungen in den Quellen lassen erkennen, dass Chintila mit einer heftigen Opposition rebellischer Adelskreise konfrontiert war. Es gelang ihm jedoch, seinen Sohn Tulga zum Mitregenten wählen zu lassen, womit er ihm die Thronfolge sicherte. Als Chintila starb, war Tulga noch minderjährig, doch konnte er anscheinend friedlich die Nachfolge antreten.